# Hysterocrates ochraceus
Hysterocrates ochraceus là một loài nhện trong họ Theraphosidae.
Loài này thuộc chi Hysterocrates. Hysterocrates ochraceus được Embrik Strand miêu tả năm 1907.